# Pelophylax
Pelophylax és un gènere d'amfibi anur de la família Ranidae. Va ser descrit per primera vegada per Leopold Fitzinger en 1843 per organitzar les granotes verdes del Vell Món, nom amb el qual es coneix a aquest grup. Habita des d'Europa fins a Extrem Orient, des d'ambients humits a oasis en deserts.

## Taxonomia
- Pelophylax bedriagae
- Pelophylax bergeri
- Pelophylax caralitanus
- Pelophylax cerigensis
- Pelophylax chosenicus
- Pelophylax cretensis
- Pelophylax demarchii
- Pelophylax epeiroticus
- Pelophylax fukienensis
- Pelophylax hubeiensis
- Pelophylax kurtmuelleri
- Pelophylax lateralis
- Pelophylax lessonae
- Pelophylax nigromaculatus
- Pelophylax perezi
- Pelophylax plancyi
- Pelophylax porosus
- Pelophylax ridibundus
- Pelophylax saharicus
- Pelophylax shqipericus
- Pelophylax tenggerensis
- Pelophylax terentievi